# Johann Ludwig von Seibert
Johann Ludwig von Seibert (* 1744 in Frankfurt am Main; †  23. Mai 1810 in Berlin) war ein preußischer Generalleutnant und zuletzt Generalinspekteur der Werbung im Reich mit Sitz in Frankfurt.

## Leben
Er wurde auf der Festung Wilhelmstein der Grafen von Schaumburg-Lippe im Steinhuder Meer ausgebildet. 1764 ging er in portugiesische Dienste. Auf Vermittlung des Grafen Philipp II. wurde Seibert am 15. November 1780 als Major von der Armee in der Preußischen Armee angestellt. Ihm wurde dabei in Aussicht gestellt, bei einem ausstehenden Krieg ein Freibataillon zu errichten. Ab 24. November 1780 erhielt er aber zunächst eine Pension von 300 Talern, am 1. November 1786 wurde diese auf 600 Taler aufgestockt. Am 20. Mai 1789 wurde Seibert zum Oberstleutnant mit Patent vom 12. Juni 1789 befördert. Am 2. Juni 1790 wurde er in das Hauptquartier des Königs Friedrich Wilhelm II. nach Schlesien befohlen und Ende November 1790 zum Flügeladjutanten der Infanterie mit einer Zulage von 360 Talern ernannt. 
Am 20. Mai 1791 wurde Seibert Oberst mit Patent vom 5. Juni 1791. Als Friedrich August, Herzog von York und Albany am 30. Juli 1791 Potsdam und Berlin besuchte, wurde Seibert zu seiner Begleitung abgestellt. Der Herzog sollte die preußische Prinzessin Friederike heiraten. Am 8. Mai 1792 erhielt er eine weitere Zulage von 400 Talern. Am 14. Juni 1792 wurde er dann Nachfolger von Friedrich Wilhelm von Lengefeld als Generalinspekteur das Werbegeschäfts im Reich mit Sitz in Frankfurt am Main mit einem Gehalt von 3000 Talern. Dazu erhielt er am 13. Februar 1793 die Anwartschaft auf die Präbende am Domstift Cammin und dazu die Erlaubnis bereits das Ordenszeichen tragen zu dürfen. Am 1. Januar 1796 wurde er zum Generalmajor mit Patent vom 4. Januar 1796 ernannt. Am 20. Mai 1805 erhielt er noch die Beförderung zum Generalleutnant. Die Besetzung Frankfurts durch französische Truppen im August 1806 beendete Seiberts Werbetätigkeit. Zunächst erhielt er Order, sich nach Erfurt zu begeben. Nach dem Frieden von Tilsit ging er nach Berlin und dimittierte am 5. September 1807 mit einer jährlichen Pension von 1000 Talern. Aufgrund des verlorenen Krieges erhielt Seibert jedoch nur die Hälfte ausgezahlt.